# Гвідо фон Ліст
Ґвідо фон Ліст (нім. Guido von List; 5 жовтня 1848, Відень — 17 травня 1919, Берлін) — австрійський поет та письменник, антрополог, рунолог і окультист, аріософ, засновник арманізму, дослідник міфології Вальгали, котрий мав великий вплив на нацистський окультизм.

## Життєпис
Ґвідо фон Ліст був першим популярним автором, котрий з'єднав ідеологію «фьолькіше» із окультизмом та теософією. Він виріс у католицькій родині успішних торговців, однак в юнацькому віці пережив одкровення в катакомбах під костелом, в наслідку чого поклявся створити храм Вотанові.
Ґвідо фон Ліст намагавсь стати художником й вченим, що суперечило планам його батька, котрий планував свого спадкоємця влаштувати у торгових ділах. Тому Ґвідо отримав комерційну освіту, але поєднував це з малярством, спортом і прогулянками на природі. Пізніше він неприязно відгукувався про життя великого міста і про сучасну економіку, яка на думку Гвідо: «Слівцями про пошук індивідом самого себе, збила людство зі шляху».
У 1878 році Ґвідо одружився із першою дружиною, Оленою Форстер-Петерс й полишив комерційні справи.
У 1877–1887 рр. він опублікував безліч статей на тему австрійської етнографії в газетах з націоналістичного напрямку. У ті ж роки написав роман «Карнунтум» (Карнунтум), і поступово став відомим у колах прихильників пангерманізму, пов'язаного з іменами Рітера Георга фон Шонерера і Карла Вольфа. У середині 1890-х років до націоналізму Ґвідо домішався антисемітизм, і він видав есе «нім. Die Juden als Staat und Nation».
До кінця того століття Ґвідо досягає значного успіху в царині неоромантичного та націоналістичного жанру літератури.
У кінці XIX століття Ґвідо видав книгу «Містеріальна мова індо-германців», в якій стверджував, що знайшов у німецькій традиції сліди духовності предків, що мешкали в давнину на континенті Арктогея. Столиця цієї стародавньої землі називалася «Туле» (див. «Товариство Туле»).
У квітні 1903 р. він відправив псевдонаукову працю про арійську протомову в Імперську Академію Наук у Відні, але ця Академія повернула роботу без коментарів. Це врешті-решт призвело до створення його прихильниками «Товариства Ліста» для самостійного видання його праць.
У 1903–1907 рр. додає до прізвища титул «фон», і навіть намагається відстоювати офіційне його використання в магістраті. Таке бажання може свідчити про вплив на Ґвідо власних же лекцій про вотанізм як релігії, де жерцями були аристократи древніх племен. Він також розглядав геральдичні знаки, як езотеричні послання, що передаються у спадок.
2 березня 1908 р. було офіційно відкрито «Товариство Ліста». У 1908–1912 рр. до складу Товариства увійшли:
- депутат Беранексо — організатор «Союзу німців» у 1894 році;
- Рудольф Бергер, член комітету Німецької Національної Робочої Ліги у Відні;
- Герман Брас, голова Ліги Німців в Північній Моравії;
- Конрад Глазенапа, біограф Ріхарда Вагнера;
- Йозеф Людвіг Реймер, пангерманістський автор з Відня;
- Філіп Штауф антисемітський журналіст з Берліна;
- Карл Герцог, глава Філії Мангейме DHV;
- теософ Франц Гартман й інші з націоналістичних і окультних кіл.

Заохочений підтримкою Ґвідо написав серію «Аріогерманських дослідних звітів». У його публікаціях містилися відомості про магічний використанні рун, про політичну організацію «жерців Вотана», езотеричні тлумачення фольклору та відомості про «таємну арійську письменність».
Після 1908 р. Ґвідо публікує праці присвячені рунам та іншим символам, і набуває більшої популярності в націоналістичних колах Німецької імперії, у тому числі й завдяки ідеї конфлікту пан-германських та пан-слов'янських національних інтересів. Його роботи цього періоду містять численні посилання на «Таємну Доктрину» Олени Блаватської. Він розвиває ідеї «арманізму» та «нової панґерманської імперії». Устрій в такій державі припускав жорстке підпорядкування неарійців арійським майстрам, а доступ до освіти і посад повинен був залежати від расової чистоти. Аріогерманська раса до того ж звільнялася від усякої важкої фізичної праці і займалася управлінням державою. Дані принципи були дуже схожі на Нюрнберзькі расові закони.
У листопаді 1911 р. Ґвідо отримав листа, підписаного псевдонімом «Тарнхарі»; автор його стверджував, що є нащадком або втіленням душею вождя стародавнього племені «Вользнген», а також заявляв, що його родові спогади-бачення підтверджують реконструкції аріогерманських традицій виконані Ґвідо. У період Першої світової війни Тарнхарі в числі інших займався популяризацією ідей Ґвідо, а пізніше був пов'язаний з наставником Адольфа Гітлера Дітріхом Екартом (див. «Товариство Туле»).
У червні 1911 р. Ґвідо організував «коло посвячених» всередині «Товариства Ліста», позначений буквами «НАО» (нім. Hoher Annanen-Orden) і вирішив зробити паломництво до обраних місць «землі Остара, де ще живий дух Харі-Вотана». Передбачалося, що його організація буде форпостом будівництва «нової духовної Німеччини», однак вона виявилося малозначимою в порівнянні з іншими об'єднаннями того часу.
Під час Першої світової війни Ґвідо займався вивченням окультних і расових питань. Його останній дослідницький звіт «арманізм і Каббала» містив плани розвинути розроблювану в його юності систему окультних відповідностей між різними об'єктами і якостями фізичного світу, включаючи тварин, рослини, мінерали, кольори, звуки, музичні знаки, числа. Цей твір не був підготовлений для публікації.
У 1916–1917 рр. Ґвідо написав кілька статей про наступаюче національне «золоте століття»; передбачалося, що воно повинне наступити після поразки політичних союзників Німеччини.
Під час тої війни Ґвідо отримував безліч листів з фронту, в яких йому дякували за втішні відкриття; руни і стародавні арійські символи знаходили на каменях, і вважали їх знаками швидкої перемоги аріогерманців. На початку 1917 р. Ґвідо отримав видіння, що переконало його у перемозі німців, однак подальшу поразку він інтерпретував як «час скорботи» на «порозі порятунку» аріогерманців.

## Публікації
- Гвидо фон Лист, «Тайна рун [Архівовано 22 грудня 2016 у Wayback Machine.]», общая редакция Антона Платова, перевод с англ. Л. Колотушкиной, — г. Москва, изд. «Гелиос»-«София», 2001 г. — 144 с. ISBN 5-220-00439-5, ISBN 5-344-00095-2. (рос.)
- Guido von List, «Das Geheimnis der Runen». Vienne. 1908. (нім.)
- Stephen Edred Flowers (pen-name «Edred Thorsson»), «The Secret of the Runes», Destiny Books. 1988. ISBN 0-89281-207-9. (англ.)

## Документальне кіно
- Окультна історія Третього рейху